# Calgary-Cross
Circonscription électorale provinciale du Canada
Calgary-Cross est une circonscription électorale provinciale de l'Alberta (Canada), située dans l'est de Calgary. 
Depuis 2019, son député est le conservateur Mickey Amery. 

## Liste des députés
| Années | Années          | Député          | Parti politique           |
| ------ | --------------- | --------------- | ------------------------- |
|        | 1993 - 1997     | Yvonne Fritz    | Progressiste-Conservateur |
|        | 1997 - 2001     | Yvonne Fritz    | Progressiste-Conservateur |
|        | 2001 - 2004     | Yvonne Fritz    | Progressiste-Conservateur |
|        | 2004 - 2008     | Yvonne Fritz    | Progressiste-Conservateur |
|        | 2008 - 2012     | Yvonne Fritz    | Progressiste-Conservateur |
|        | 2012 - 2015     | Yvonne Fritz    | Progressiste-Conservateur |
|        | 2015 - 2019     | Ricardo Miranda | Néo-démocrate             |
|        | 2019 - en cours | Mickey Amery    | Parti conservateur uni    |